# Polikarpov I-153
Polikarpov I-153 Chaika (tiếng Nga: Чайка, "hải âu") là một máy bay tiêm kích hai tầng cánh của Liên Xô trong thập niên 1930.

## Phát triển
Polikarpov I-15 là một thiết kế không phổ biến với Không quân Xô viết (VVS). Thiết kế kiểu cánh "mòng biển" khiến độ ổn định theo chiều dọc kém và tầm nhìn hạn chế, máy bay có chất lượng chế tạo tồi, và vận tốc tối đa của nó kém hơn loại Polikarpov I-16 một tầng cánh. Và do đó, I-15 bị rút khỏi sản xuất vào năm 1935. Năm 1936, một lô những chiếc I-15 được gửi cho lực lượng quân đội Cộng hòa trong Nội chiến Tây Ban Nha. Máy bay đã thể hiện đủ tốt để khiến VVS xem xét lại quan niệm về những máy bay tiêm kích hai tầng cánh và Polikarpov được lệnh chế tạo thêm một phiên bản cải tiến dựa vào kinh nghiệm chiến đấu.
Trong khi phiên bản I-15bis bình thường được đưa vào sản xuất, OKB đã làm việc với một phiên bản tiên tiến hơn, trang bị với súng máy đời mới ShKAS, động cơ Shvetsov M-62, và bộ bánh đáp có thể co rút được (đây là một trong những dự án đầu tiên mà Artem Mikoyan, tổng công trình sư nổi tiếng của phòng thiết kế MiG trong tương lai đã tham gia tích cực). Tên gọi cho máy bay tiêm kích mới được đề xuất là I-153 (nghĩa đen là I-15, phiên bản thứ 3) được trình bay vào năm 1937. Nguyên mẫu đầu tiên được trang bị động cơ Shvetsov M-25 hoàn thành vào tháng 8-1938. Nó đã thất bại trong các cuộc thử nghiệm ở nhà máy do nhiều nhược điểm, sau đó phần lớn những nhược điểm này được sửa chữa trong nguyên mẫu thứ hai và máy bay bắt đầu được sản xuất đồng thời với những thử nghiệm và phát triển đang diễn ra. Trong các cuộc bay thử, I-153 (M-25) đạt được vận tốc cực đại là 424 km/h (265 mph), trần bay là 8.700 m (28.500 ft), cần 6.4 phút để bay cao 5.000 m (16.400 ft). Những thông số này đã gây thất vọng cho tất cả những người tham gia vào dự án, nhưng Polikarpov đã đặt niềm hy vọng lớn vào động cơ mới là Shvetsov M-62.
Chiếc I-153 (M-62) được chuyển giao vào ngày 16 tháng 6-1939. Vận tốc cực đại tăng lên 442 km/h (275 mph) với trần bay là 9.800 m (32.150 ft). Những thông số này còn thấp so với vận tốc cực đại theo thiết kế là 462 km/h (287 mph). Ngoài ra, một trong số máy bay sản xuất đã bị vỡ vụn khi lao xuống với vận tốc 500 km/h (310 mph), bộc lộ một cấu trúc khung yếu. Kết hợp với những khiếm khuyết khác đã bộc lộ trong những cuộc thử nghiệm và tầm nhìn rất kém do thiết kế cánh kiểu "mòng biển", máy bay đã thất bại trong các cuộc nghiệm thu cấp nhà nước. Trong khi nhiều cải tiến được đề xướng, tuy nhiên chúng lại không tỏ ra hữu ích. Thất vọng với mẫu máy bay, Polikarpov đã liều lĩnh cải tiến hiệu suất máy bay, ông đã thử nghiệm hai chiếc I-153 với động cơ Shvetsov M-63 1.100 hp (820 kW). Tuy nhiên, những kết quả đạt được lại rất thất vọng và đó đã trở thành những khó khăn hiển nhiên mà khung máy bay hai tầng cánh gặp phải khi bay với vận tốc cao.
Một trong những đặc trưng hiếm khi được đề cập của I-153 là hiệu suất yếu kém của nó khi bay bay bổ nhào quay. Trong khi Polikarpov I-16 lấy lại được trạng thái khi bổ nhào quay rất dễ dàng. Tương phản với I-16, I-153 rất khó thực hiện động tác này, một lần nó đã bị mất điều khiển khi bay kiểu này, khả năng khôi phục trạng thái cũ khó khăn tại vị trí đặc biệt, tại đó việc bay tròn có chủ đích bị cấm trong một số thời điểm. Một thủ tục khôi phục trạng thái sau khi bổ nhào quay đã được phát triển, nhưng trong khi có hiệu quả, nó yêu cầu cần có sự tính toán về thời gian và động tác phải nhịp nhàng.
Đến khi kết thúc việc sản xuất vào năm 1941, tổng công đã có 3.437 chiếc I-153 được chế tạo.

## Lịch sử hoạt động
I-153 tham chiến lần đầu vào năm 1939 trong Trận Khalkhin Gol giữa Liên Xô-Nhật Bản tại Mông Cổ. Máy bay tiêm kích Kiểu 97 (Nakajima Ki-27) của Nhật đã chứng minh mình là một đối thủ đáng ghờm cho I-15bis và I-16, nhưng chỉ ngang bằng với I-153 do nó có độ cơ động cố hữu vốn có của các máy bay hai tầng cánh trong khi hiệu suất được cải tiến. Trong khi toàn bộ hiệu suất của I-153 tỏ ra ổn định, thì một số vấn đề quan trọng đã bộc lộ. Khó khăn nhất là vật liệu ngăn cách giữa thùng nhiên liệu phía trước buồng lái và phi công. Kết hợp với lực kéo mạnh đi xuyên qua những bánh xe dưới phi công, thùng nhiên liệu một khi cháy sẽ nhanh chóng phá hủy buồng lái giết chết phi công. Thêm vào nữa, động cơ M-62 có tuổi thọ sử dụng thấp khoảng 60-80 giờ do những hỏng hóc ở hai bộ phận bơm tăng nạp.
Cuộc thanh trừng vĩ đại của Stalin diễn ra vào thập niên 1930 đã dẫn đến một loạt những nhà khoa học lớn của Liên Xô phải chịu án tù khổ sai, trong đó có các công trình sư thiết kế máy bay, dẫn đến thiếu hụt những máy bay hiện đại trong lực lượng không quân Xô viết (VVS) khi bắt đầu Chiến tranh Thế giới II. Dù những máy bay tiêm kích đời mới như Yak-1 và LaGG-3 đang được sản xuất, vào 22 tháng 6-1941, thời điểm quân Đức tấn công Liên Xô, phần lớn trang bị máy bay của VVS là những máy bay lỗi thời được thiết kế trong thập niên 1930, bao gồm một lượng lớn I-153. Ngay cả vào cuối năm 1942, đã có những nỗ lực để phục hồi sản xuất I-153 và I-16 để lấp đầy sự thiếu hụt những máy bay tiêm kích.
Polikarpov I-153 chưa bao giờ phục vụ trong bất kỳ đơn vị Không quân Tây Ban Nha nào trong hoặc sau cuộc Nội chiến Tây Ban Nha. Hai phương án trước đó của I-153 là I-15 và I-15bis đã phục vụ trong Không quân lực lượng Cộng hòa trong thời gian xung đột và sau đó bị chiếm, cả hai kiểu này đều được sử dụng bởi Fuerzas Aereas đến tận những năm 1950.

## Các phiên bản

I-153

Khi những nỗ lực để cải tiến hiệu suất tỏ ra không mấy kết quả, Polikarpov đã có thành công nào đó trong việc nâng cấp vũ khí trang bị. I-153 trong quá trình thử nghiệm trang bị hai khẩu súng máy 12.7 mm TKB-150 (sau này có tên gọi Berezin BS), và khoảng 150 máy bay được chế tạo với một khẩu TKB-150 ở thân máy bay và hai khẩu ShKAS ở cánh (khẩu TKB-150 được sử dụng vì thiếu vũ khí trong khi I-153 lại dùng chung vũ khí với I-16 Kiểu 29). Vào cuối giai đoạn sản xuất, khoảng 400 máy bay được cải tiến với những mẫu kim loại dưới cánh để mang tên lửa RS-82 không điều khiển. Các phiên bản bao gồm:
- I-153BS - Phiên bản này trang bị 4 khẩu súng máy 12.7-mm (0.5-inch) Berezin BS, thay cho loại ShKAS.
- I-153DM - Phiên bản cơ sở thí nghiệm, I-153DM bay với động cơ phản lực đốt dầu dưới cánh. Động cơ DM-2 tăng tốc độ tối đa thêm 30 km/h (19 mph) trong khi động cơ mạnh hơn như DM-4 tăng thêm 50 km/h (30 mph). Tổng cộng có 74 chuyển bay được thực hiện.
- I-153GK hay (I-153V) - Phiên bản bay trên độ cao lớn với buồng lái điều áp, không được sản xuất.
- I-153P - Phiên bản trang bị hai pháo 20 mm ShVAK, tăng thêm hỏa lực do tăng thêm trọng lượng.
- I-153Sh và USh - Phiên bản cường kích với súng máy ShKAS và 2.5 kg (5.5 lb) bom.
- I-153TKGK - Phiên bản bay trên độ cao lớn với một động cơ tăng nạp và buồng lái điều áp, vận tốc cực đại đạt 482 km/h (300 mph) trên 10.300 m (33.785 ft), 26 chiếc được chế tạo để phòng không.
- I-153UD - Toàn bộ thân máy bay làm bằng gỗ, không như cấu trúc trước đây là bọc thép ngoài, khung làm bằng gỗ, phiên bản này được chế tạo để tiết kiệm kim loại, không được sản xuất.
- 50 chiếc I-153 được trang bị với thùng dầu lớn và những thùng dầu phụ dưới cánh tăng gấp đôi bán kính chiến đầu. Phần lớn phiên bản này được sử dụng bởi Hải quân Xô viết.
- I-190 - Phiên bản thí nghiệm trang bị động cơ pistong 1.100-hp (820-kW) M-88V.

## Những chiếc còn lại
Vào đầu thập niên 1990, phi công và doanh nhân người New Zealand là Tim (sau này là Sir Tim) Wallis đã tổ chức phục hồi 3 chiếc I-153 và 6 chiếc I-16 để chúng có thể bay được, dự án này hoàn thành vào năm 1999, sau đó một chiếc I-153 đã được chuyển tới New Zealand. Sau một lần xuất hiện biểu diễn quốc tế ngoạn mục tại triển lãm hàng không Warbirds over Wanaka 1998 với I-16 và năm 2000 với I-153, một số máy bay đã được bán ra trên thế giới, cho tổ chức Commemorative Air Force tại Hoa Kỳ, Jerry Yagen tại Virginia, và một chiếc I-16 cho Tây Ban Nha. Một số chiếc I-16 và I-153 tiếp tục để ở Wanaka đợi bán, dù một chiếc trong số đó sẽ được giữ lại.

## Các quốc gia sử dụng
Trung Hoa Dân Quốc
- Không quân Trung Hoa Dân Quốc

 Phần Lan
- Không quân Phần Lan sử dụng 22 chiếc chiếm được, 11 chiếc được mua từ Đức.[1]

 Germany
- Luftwaffe sử dụng máy bay chiếm được.

 Liên Xô
- Không quân Xô viết
- Không quân Hải quân

## Thông số kỹ thuật (I-153 (M-62))

### Đặc điểm riêng
- Phi đoàn: 1
- Chiều dài: 6.18 m (20 ft 3 in)
- Sải cánh:
  - Cánh trên: 10.0 m (32 ft 10 in)
  - Cánh dưới: 7.5 m (24 ft 7 in)
- Chiều cao: 3.0 m (9 ft 10 in)
- Diện tích cánh: 22.1 m² (237.8 ft²)
- Trọng lượng rỗng: 1.348 kg (2.966 lb)
- Trọng lượng cất cánh: 1.765 kg (3.883 lb)
- Trọng lượng cất cánh tối đa: 1.859 kg (4.090 lb)
- Động cơ: 1× Shvetsov M-62, 597 kW (800 hp)

### Hiệu suất bay
- Vận tốc cực đại: 426 km/h (265 mph)
- Tầm bay: 740 km (460 mi)
- Trần bay: 11.000 m (36.080 ft)
- Vận tốc lên cao: 15 m/s (2.985 ft/min)
- Lực nâng của cánh: 80 kg/m² (16 lb/ft²)
- Lực đẩy/trọng lượng: 0.34 kW/kg (0.21 hp/lb)

### Vũ khí
- 4x súng máy 7.62 mm ShKAS, 2.500 viên đạn

## Nội dung liên quan

### Máy bay có cùng sự phát triển
- Polikarpov I-15

### Máy bay có tính năng tương đương
- Avia B-534
- Fiat CR.32
- Fiat CR.42
- Gloster Gladiator
- Grumman F3F
- Heinkel He 51